# Borșceahivka, Pohrebîșce
Borșceahivka (în ucraineană Борщагівка) este localitatea de reședință a comunei Borșceahivka din raionul Pohrebîșce, regiunea Vinnița, Ucraina.

## Demografie
Componența lingvistică a localității Borșceahivka
     Ucraineană (98,23%)
     Rusă (1,38%)
     Alte limbi (0,39%)
Conform recensământului din 2001, majoritatea populației localității Borșceahivka era vorbitoare de ucraineană (98,23%), existând în minoritate și vorbitori de rusă (1,38%).